# Wallesch-Kapelle im Dürrbachtal

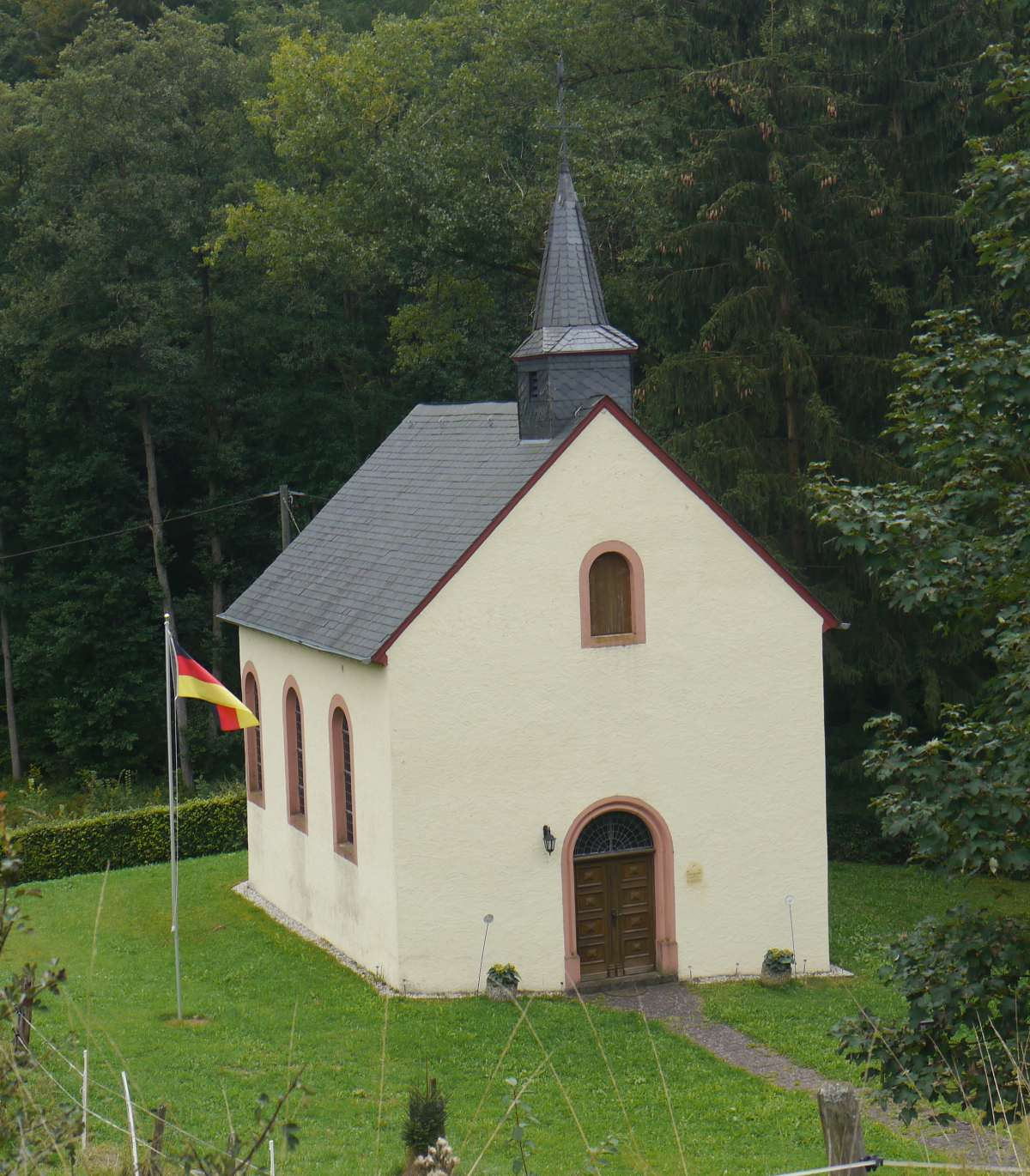
Walleschkapelle im Dürrbachtal

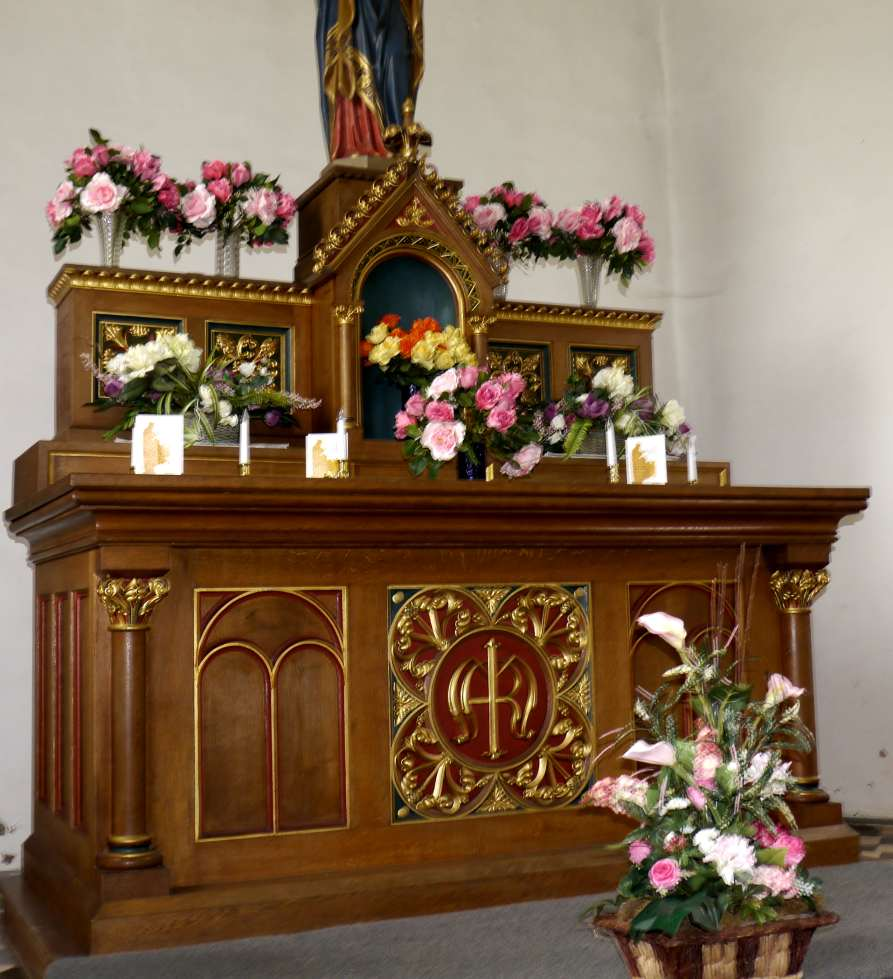
Altar Walleschkapelle

Das Gebäude Wallesch-Kapelle im Dürrbachtal (Dürrbach-Kapelle, Bruder-Klaus-Kapelle) ist ein 1892 bis 1893 aufgrund einer Stiftung des aus Dürrbach stammenden Pfarrers Wallesch und nach Plänen des Prümer Architekten Krekeler erbautes Baudenkmal. Auf Verpflichtung des Bischofs wurde sie 1895 in das Eigentum der Pfarrkirche Wetteldorf übertragen. 1896 wurde sie vom Bischof zu Trier geweiht.

## Lage
Das Gebäude liegt in der Gemeinde Seiwerath bei Dürrbach in der Saalbach.

## Besonderheiten
Alle Öffnungen rundbogig und mit glatten Werksteinfassungen, nur die des Eingangs profiliert. Aus der Bauzeit stammen die beiden Türflügel, der Fliesenboden, der Altar, die Kreuzwegtafeln und vermutlich auch das einfache Gestühl. Auf dem Dach des Gebäudes befindet sich ein Wetterhahn aus Bronze, der im Rahmen eines Dorffestes in den 1980er Jahren durch Spendeneinnahmen finanziert wurde. Der Patron des Landvolkes, Bruder Klaus, und seine Ehefrau Dorothea werden in der Kapelle besonders verehrt. Die Statue im Inneren der Kapelle wurde von Herrn Rudolf Meyer mit Hilfe von Spenden finanziert.

## Nutzung
Die Kapelle wurde regelmäßig für Andachten, Taufen und andere Anlässe genutzt.

Aufgrund einer Nutzungsänderung wurde das Inventar entfernt und die Kapelle ist nun permanent geöffnet.

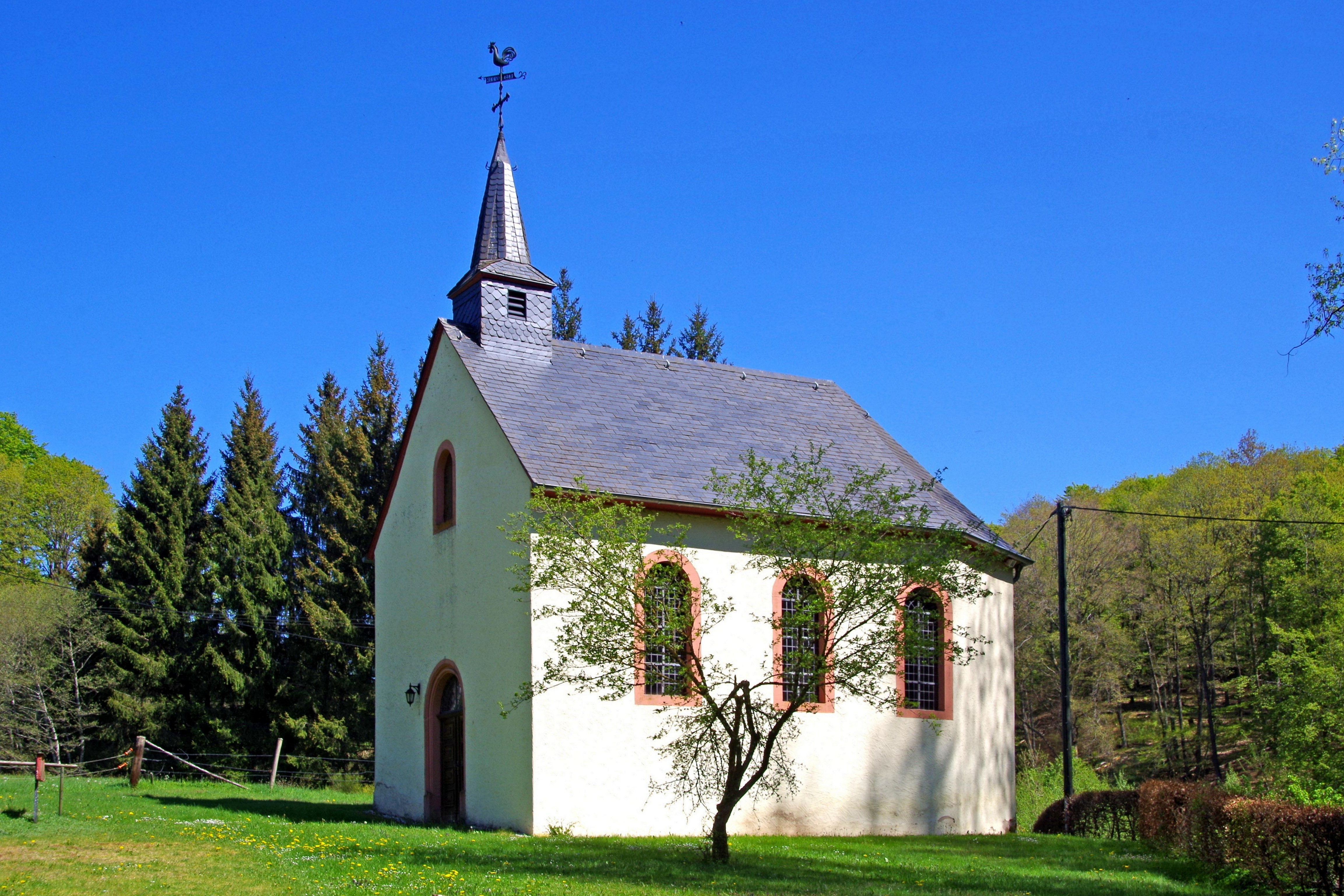
Wallesch-Kapelle, Südwestseite
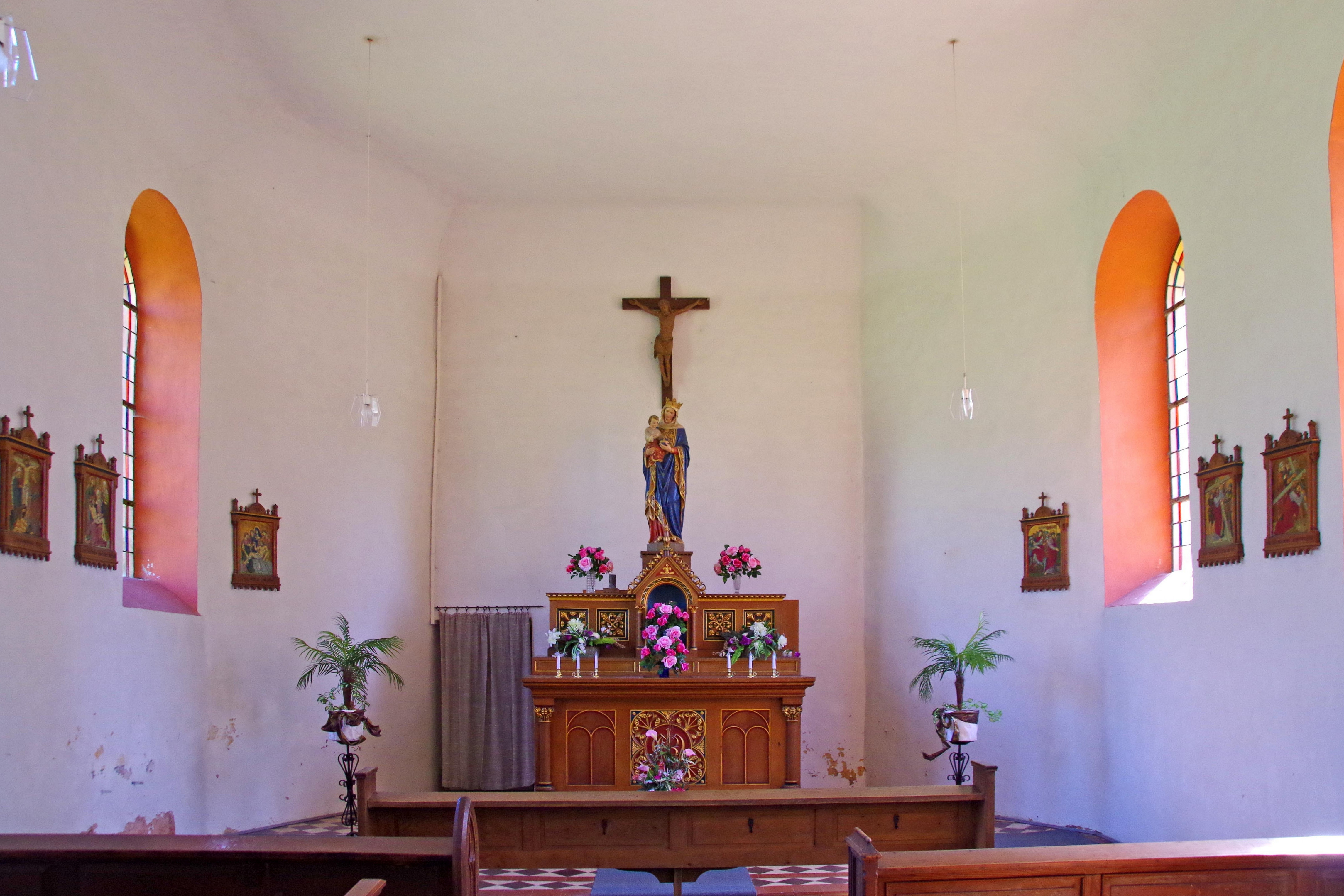
Innenraum mit Altar
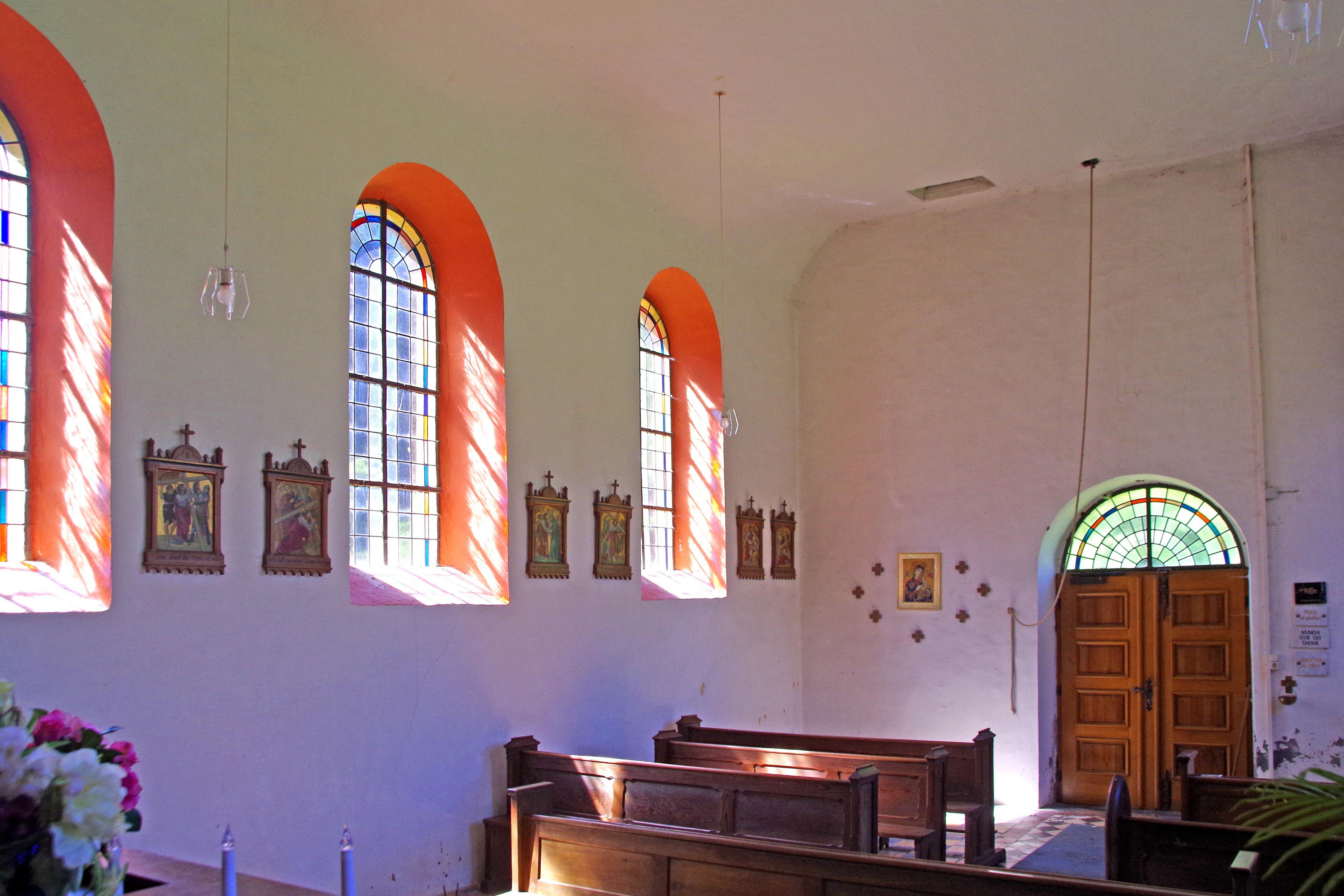
Innenansicht
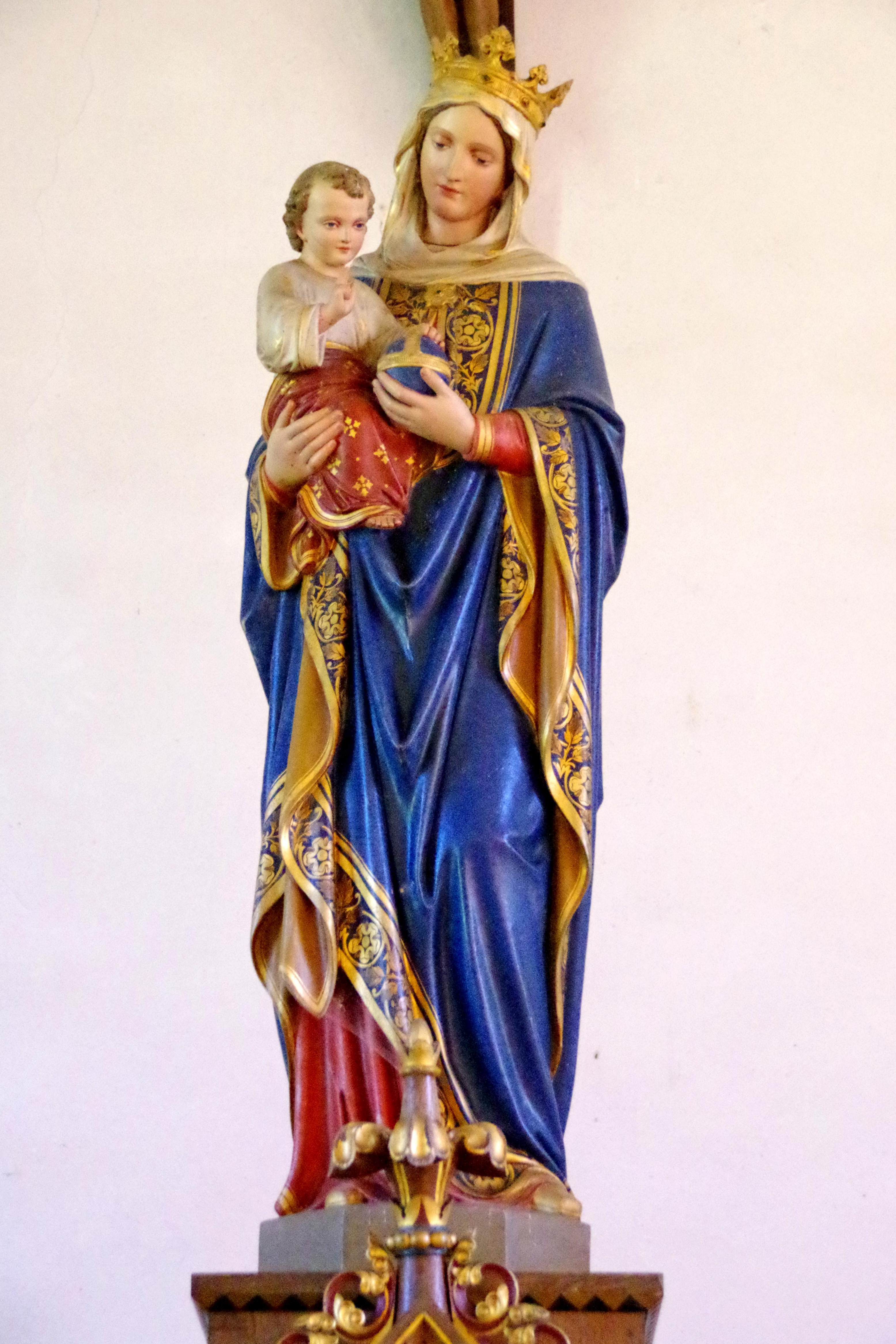
Marienstatue